# Racotis boarmiaria
Racotis boarmiaria là một loài bướm đêm trong họ Geometridae.